# نيكولاس هاغن
نيكولاس هاغن (بالإسبانية: Nicholas Hagen)‏ هو لاعب كرة قدم غواتيمالي، ولد في 2 أغسطس 1996 في غواتيمالا.

## وصلات خارجية
- نيكولاس هاغن على موقع اتحاد النرويج (النرويجية)
- نيكولاس هاغن على موقع الدوري الأمريكي (الإنجليزية)
- نيكولاس هاغن على موقع قاعدة بيانات كرة القدم.إي يو (الإنجليزية)
- نيكولاس هاغن على موقع ناشيونال فوتبول تيمز (الإنجليزية)
- نيكولاس هاغن على موقع Soccerway.com (الإنجليزية)